# Crab (unidad)

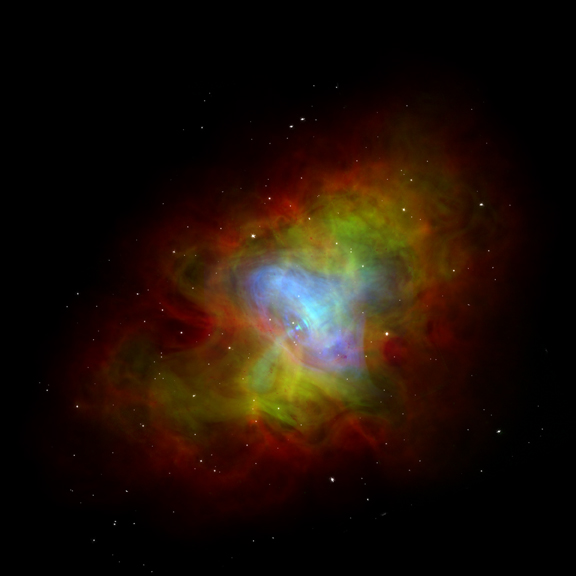
Vista de la nebulosa del Cangrejo en los espectros de rayos X, ondas de radio e infrarrojo

Un Crab (término procedente de la palabra inglesa Crab, que hace referencia al nombre en este idioma de la nebulosa del Cangrejo) es una unidad de medida estándar utilizada en astrofotometría para la medición de la intensidad de fuentes astrofísicas de rayos X.
La nebulosa del Cangrejo, y especialmente el púlsar del Cangrejo dentro de ella, es una intensa fuente de rayos X  espacial. Se utiliza como escala de distancias cósmicas en el procedimiento de calibración de detectores de rayos X en el espacio. Sin embargo, debido a la intensidad variable de la nebulosa del Cangrejo en diferentes rangos de energía de rayos X, la conversión del Crab a otras unidades depende del intervalo de trabajo considerado.

## Definición
Un Crab se define como la intensidad por unidad de superficie equivalente a la recibida en la Tierra desde la nebulosa del Cangrejo en un determinado rango de energía de los fotones de rayos X.

## Equivalencias
En el rango de energía de fotones de 2 a 10 electronvoltios, 
1 Crab = 2,4 · 10−8 ergios cm−2 s−1 = 15 keV cm−2 s−1 = 2.4 · 10−11Wm−2
Para energías superiores a ~ 30 keV, la nebulosa del Cangrejo no es adecuada para fines de calibración, ya que su flujo ya no se puede caracterizar por un solo modelo coherente.

## Subunidades
La unidad mCrab, o miliCrab, se usa a veces en lugar del Crab.